# Julio Pane
Julio Oscar Pane (Buenos Aires, 30 de noviembre de 1947-Buenos Aires, 12 de junio de 2024) fue un bandoneonista, arreglador y compositor argentino.

## Biografía
De dinastía de bandoneonistas, hijo de Francisco Pane y sobrino de Vicente Pane. Estudió el instrumento con su padre y con Julio Ahumada, y sus estudios de composición los llevó a cabo con José Martí Llorca.
Bandoneón de una amplísima trayectoria, miembro entre otras de las orquestas de José Basso, Armando Pontier, Miguel Caló, Raúl Garello, Enrique Mario Francini, Atilio Stampone, Leopoldo Federico y el Sexteto Nuevo Tango de Astor Piazzolla, entre otros.
Fue primer bandoneón de la Orquesta del Tango de la Ciudad de Buenos Aires, liderando su propio trío con el que ha grabado el disco A las orquestas (título de un tango de su autoría).
De condiciones innatas, de un estilo completamente particular, caracterizado por haber sido un gran improvisador, tanto sobre temas arreglados, como en lo inmediato (lo que se conoce como "parrillas"), fueron su sello una gran complejidad armónica y una digitacion impecable. Muchos consideran sus parrillas en sí como arreglos debido a su complejidad. Poniendo siempre hincapié en el sonido, el buen gusto y en no dejar de aplicar su sapiencia tanguera en cada fraseo. 
También como docente ha forjado a numerosas generaciones de bandoneonistas, muchos de los cuales ya brillan por peso propio.
Recibió el Premio Konex Diploma al Mérito en 2005 como uno de los cinco mejores instrumentistas de tango de la década en Argentina.
En 2020 se estrenó el documental Julio Pane, divagación y tango, sobre la vida de este músico.

## Obras
Son algunas de sus obras como compositor:
- "Ciudadano de Saavedra" (homenaje a Roberto Goyeneche, con letra de César Rossi)
- "A las orquestas"
- "Interludio"
- "De profesión: tango" (a Leopoldo Federico)
- "Divagación y tango" (suite para dos bandoneones)
- "Mi María" (letra de César Rossi)